# Schizoplax
Schizoplax is een monotypisch geslacht van keverslakken uit de familie van de Schizoplacidae.

## Soort
- Schizoplax brandtii (von Middendorff, 1847)